# MG HS
MG HS — компактный люксовый кроссовер, выпускающийся с сентября 2018 года компанией SAIC Motor.

## Первое поколение
В 2018 году на Пекинском автосалоне был представлен концепт-кар MG X-Motion. Серийно автомобиль выпускается с сентября 2018 года. В сентябре 2020 года автомобиль прошёл рестайлинг и стал называться MG Pilot/Navigator.
MG HS оснащается бензиновыми двигателями с турбонаддувом объёмом 1,5—2 литра, мощностью 126—172 кВт (171—234 л. с.).

## Второе поколение
Второе поколение HS было представлено 11 июля 2024 года на Фестивале скорости в Гудвуде. Второе поколение MG HS во многом базируется на третьем поколении Roewe RX5, причём версии ICE и PHEV будут запущены первыми, а в 2025 году к ним присоединится гибридный вариант. Версия PHEV будет иметь предполагаемый электрический запас хода 113 км. 

## Галерея

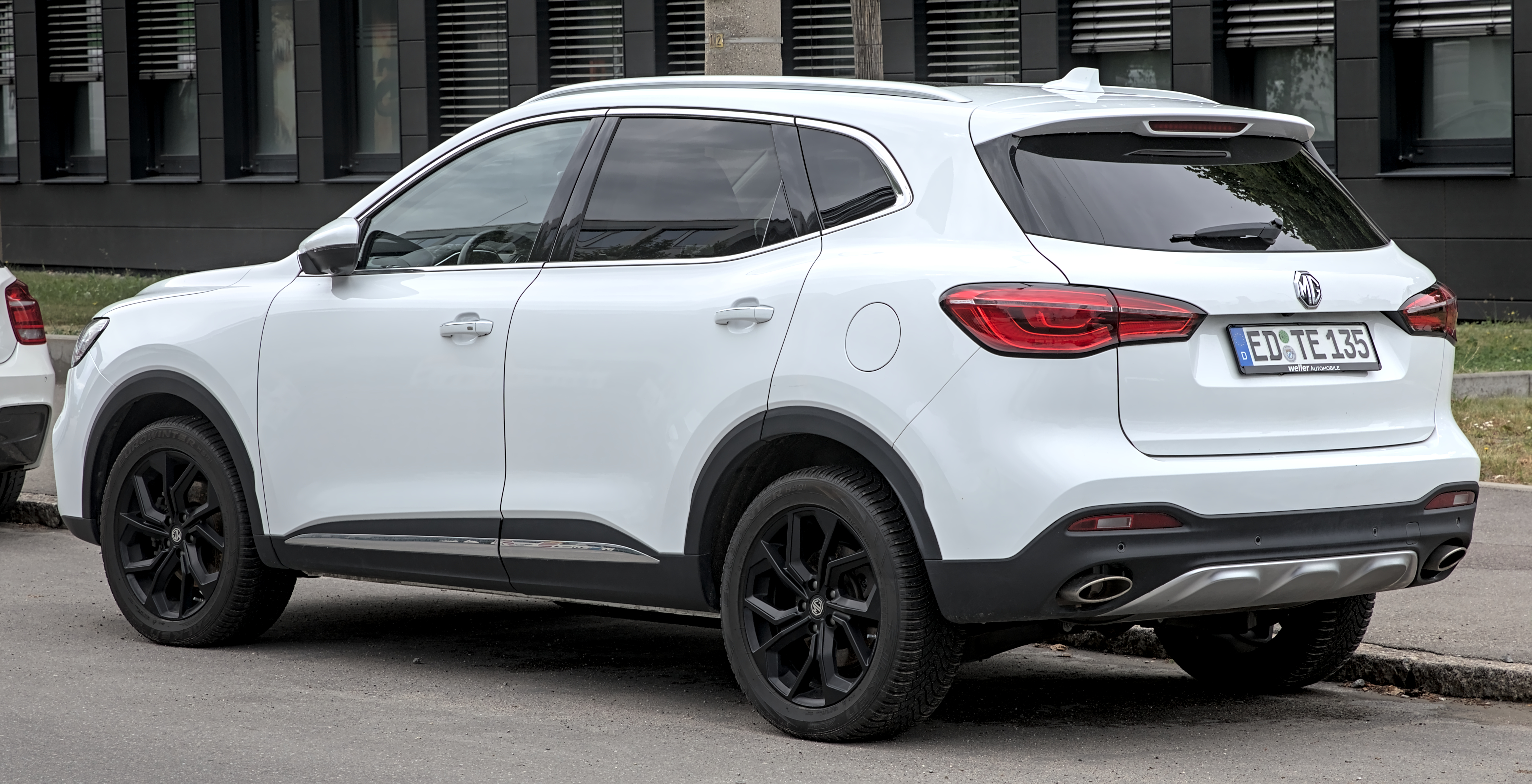
MG EHS (Европа)
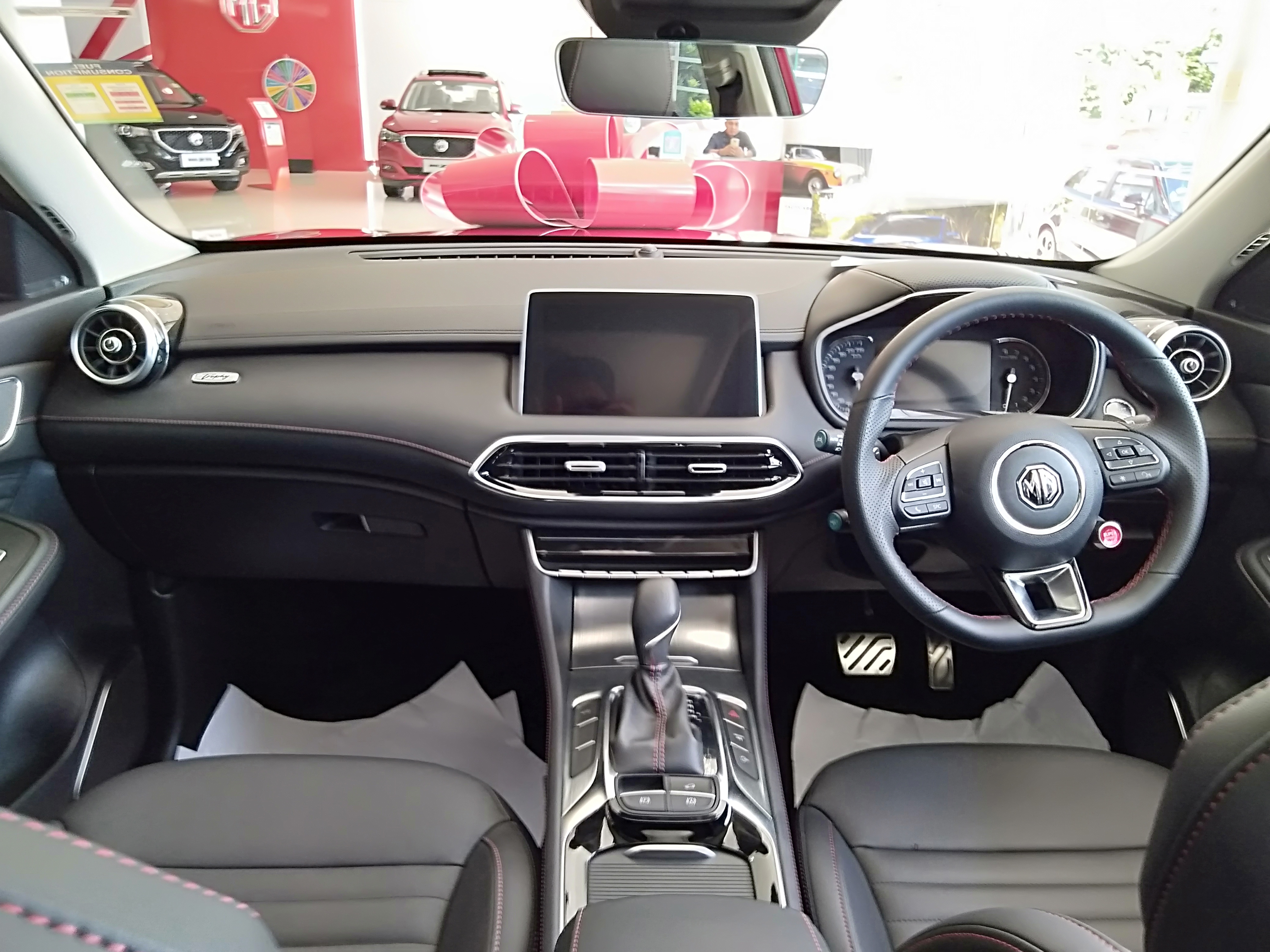
Интерьер
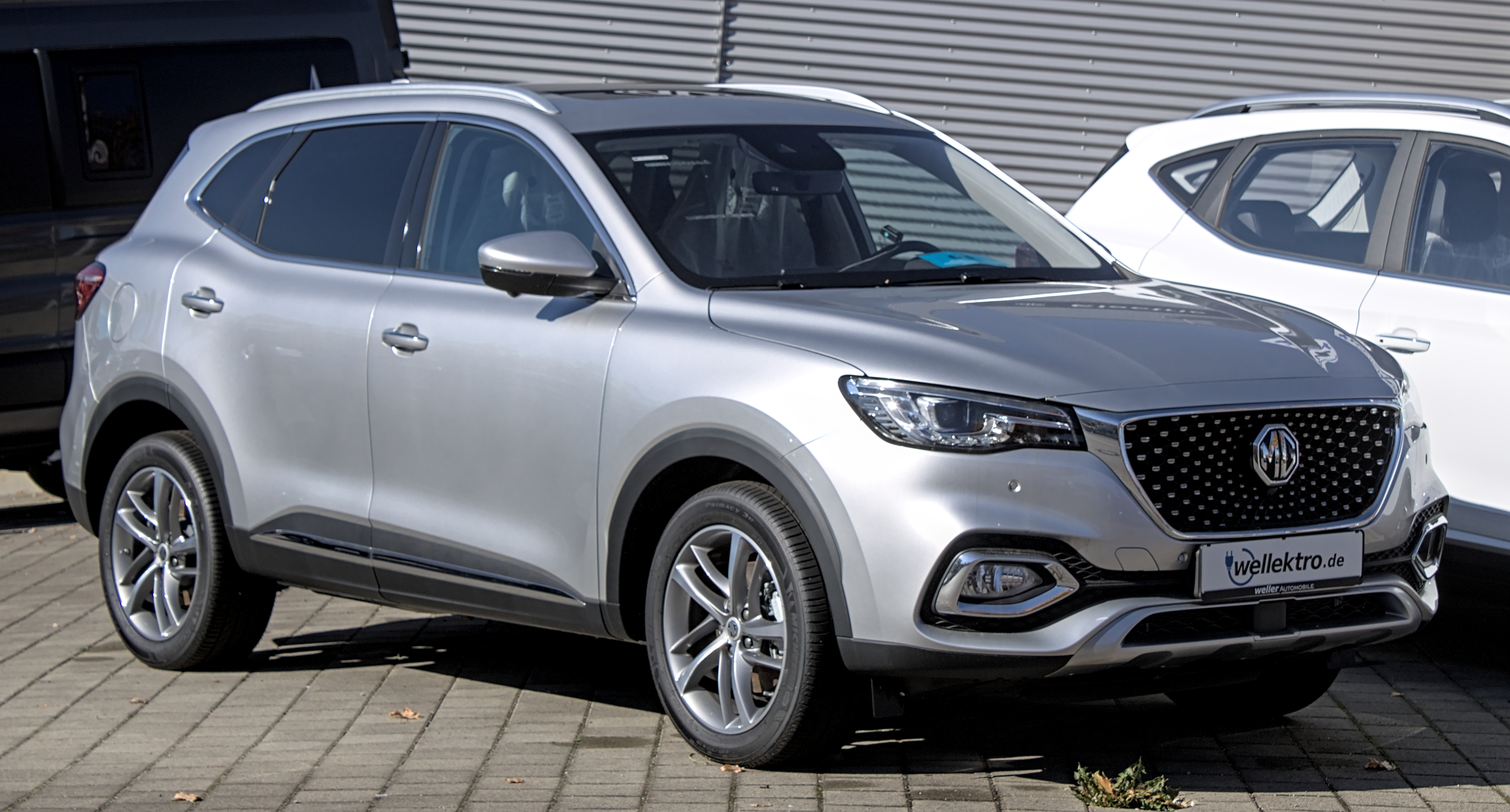
2021 MG HS PHEV (Германия)
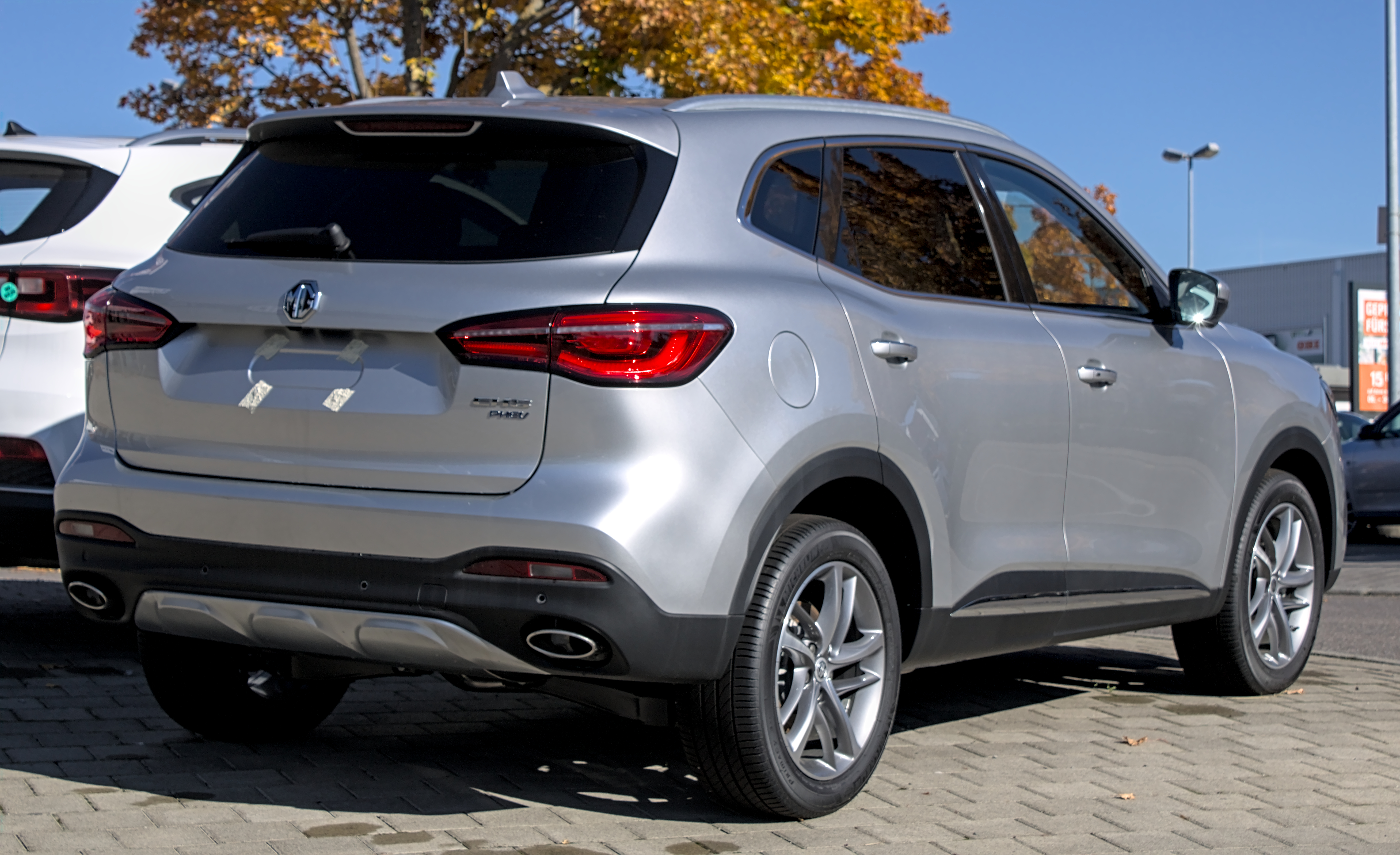
Вид сзади
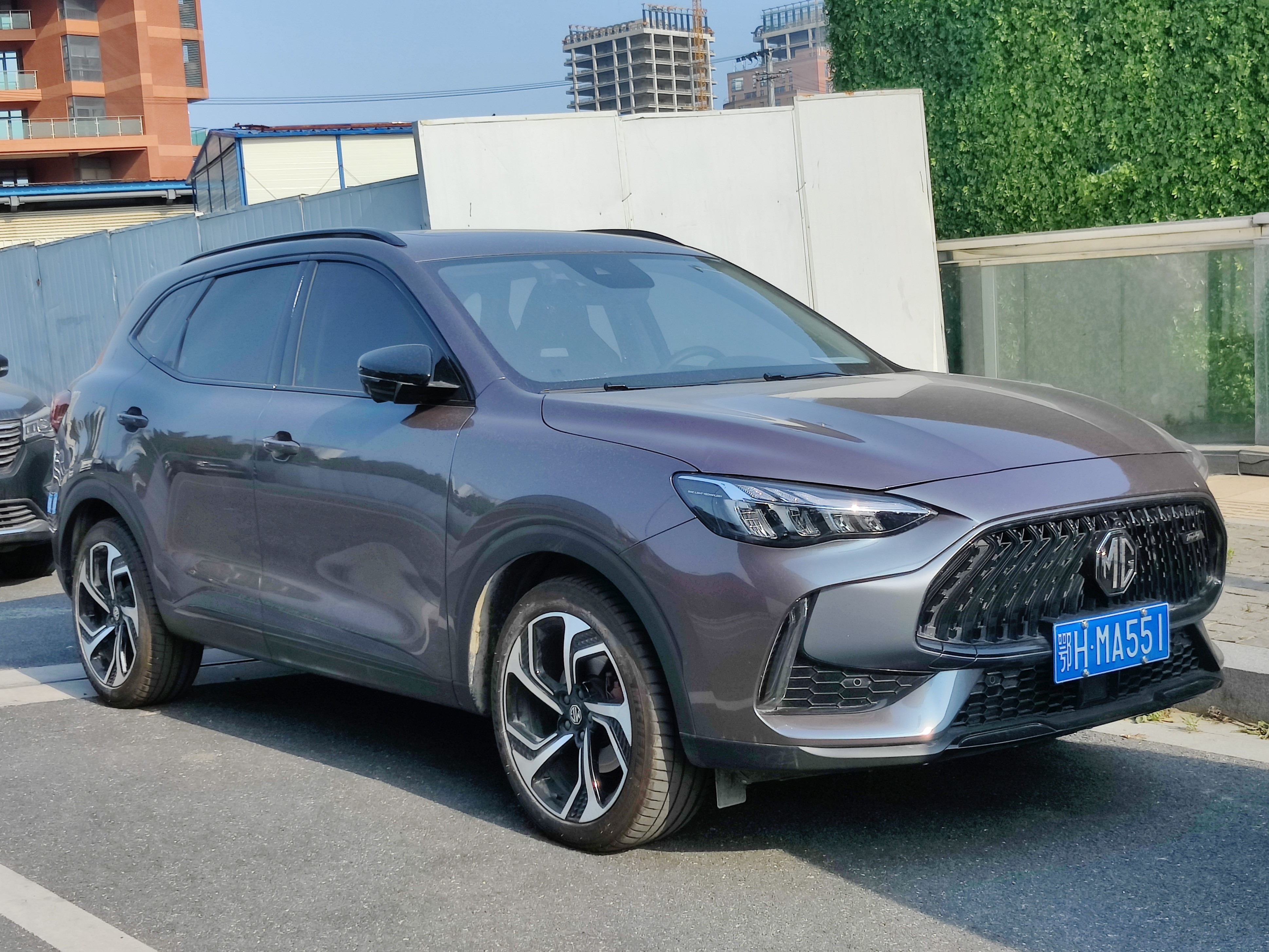
MG Pilot
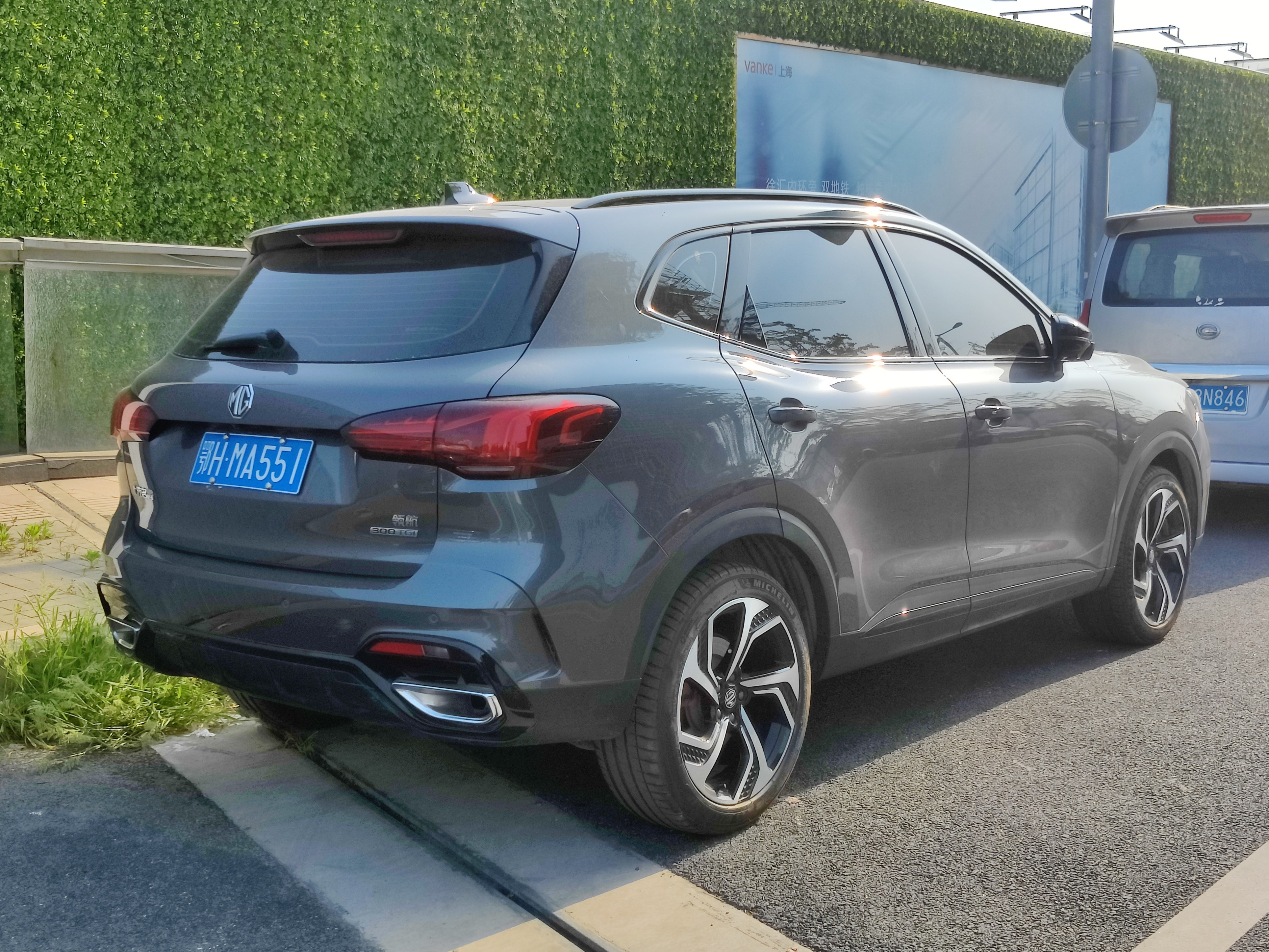
Вид сзади

## Мировые рынки
- С 25 сентября 2019 года MG HS продаётся в Таиланде.
- С февраля 2020 года MG HS продаётся в Австралии в комплектациях Core, Vibe, Excite и Essence[11].
- С 13 августа 2020 года MG HS продаётся в Индонезии[12][13].
- С 21 октября 2020 года MG HS продаётся в Мексике параллельно с MG 5 и MG ZS в комплектациях Excite и Trophy[14].
- С октября 2020 года MG HS продаётся в Пакистане в комплектации Trophy.
- С 17 марта 2022 года MG HS продаётся на Филиппинах[15].
- С 28 июля 2022 года MG HS продаётся на Тайвани[16].
- С 2023 года MG HS продаётся в России наряду с MG 5, MG 6 и MG ZS[17][18] в комплектации Trophy[19][20][21][22].

## Продажи
| Год  | Китай  | Европа | Таиланд | Мексика |
| ---- | ------ | ------ | ------- | ------- |
| 2018 | 12,810 |        |         |         |
| 2019 | 43,169 |        | 2,003   |         |
| 2020 | 49,628 | 2,893  | 6,008   | 137     |
| 2021 |        | 16,460 |         | 1,941   |

В январе 2023 года в Великобритании было продано 3481 экземпляр.